# Olympische Sommerspiele 2016/Teilnehmer (Äquatorialguinea)
| Gelbes Symbol für Goldmedaillen mit stilisierten Olympischen Ringen | Graues Symbol für Silbermedaillen mit stilisierten Olympischen Ringen | Braundes Symbol für Bronzemedaillen mit stilisierten Olympischen Ringen |
| ------------------------------------------------------------------- | --------------------------------------------------------------------- | ----------------------------------------------------------------------- |
| —                                                                   | —                                                                     | —                                                                       |

Äquatorialguinea nahm an den Olympischen Spielen 2016 in Rio de Janeiro teil. Es war die insgesamt neunte Teilnahme an Olympischen Sommerspielen. Das Nationale Olympische Komitee Äquatorialguineas nominierte zwei Athleten in einer Sportart. Äquatorialguinea gehörte zu den zehn kleinsten Delegationen an diesen Spielen.

## Teilnehmer nach Sportarten

### Leichtathletik
Laufen und Gehen 
| Athleten         | Wettbewerb   | Runde 1         | Runde 1         | Halbfinale    | Halbfinale    | Finale        | Finale        | Rang |
| Athleten         | Wettbewerb   | Zeit            | Rang            | Zeit          | Rang          | Zeit          | Rang          | Rang |
| ---------------- | ------------ | --------------- | --------------- | ------------- | ------------- | ------------- | ------------- | ---- |
| Frauen           |              |                 |                 |               |               |               |               |      |
| Reïna-Flor Okori | 100 m Hürden | nicht gestartet | nicht gestartet | –             | –             | –             | –             | –    |
| Männer           |              |                 |                 |               |               |               |               |      |
| Benjamín Enzema  | 800 m        | 1:52,14 min     | 50              | ausgeschieden | ausgeschieden | ausgeschieden | ausgeschieden | 50   |